# قائمة زملاء الجمعية الملكية المنتخبين في 1932
هذه الصفحة تعرض قائمة زملاء الجمعية الملكية المُنتخبين لعام 1932.None

## الزملاء
- ديفيدسون بلاك
- فيليكس يوجين فريتش
- Warrington Yorke [الإنجليزية]‏
- Hugh Stott Taylor [الإنجليزية]‏
- William George Fearnsides [الإنجليزية]‏
- Basil Mott [الإنجليزية]‏

## الأعضاء الأجانب
- جاك هادامار
- ثيوبالد سميث
- Graham Lusk [الإنجليزية]‏